# James Fenimore Cooper
James Fenimore Cooper (15 de setembro de 1789 — 14 de setembro de 1851) foi um político e popular escritor dos Estados Unidos do início do século XIX. Foi um dos mais populares romancistas do século XIX e considerado o escritor responsável pela criação de uma literatura e de uma personagem prototípica de herói genuinamente norte-americana.

## Biografia

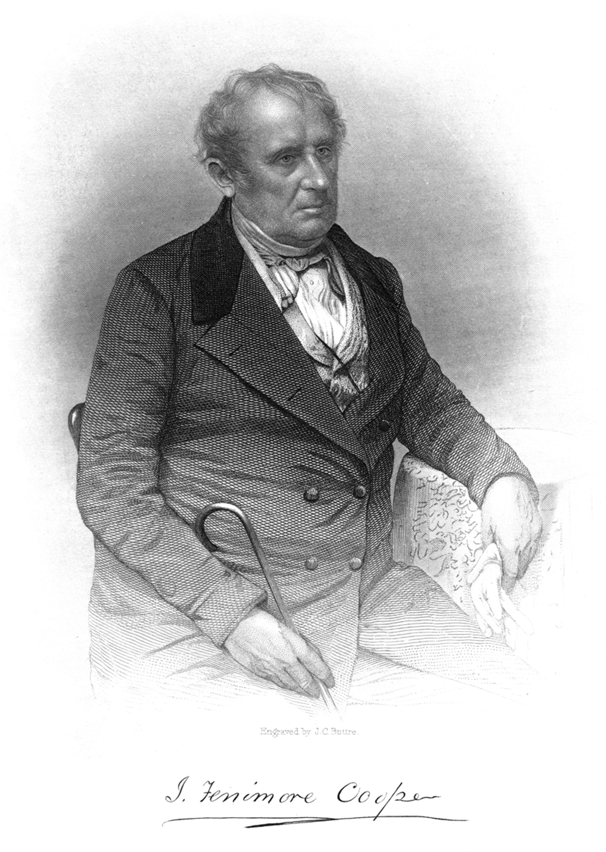
James Fenimore Cooper

Nasce no dia 15 de setembro de 1789, em uma vasta propriedade rural junto ao lago Oswego, em Burlington (Nova Jersey). James Fenimore Cooper viveu a maior parte de seus anos em Cooperstown,cidade fundada por seu pai, atualmente localizada próximo de Nova Iorque. Aos 13 anos, incentivado por uma irmã, iniciou seus estudos na Universidade de Yale, onde permaneceu apenas três anos e foi expulso por comportamento inadequado. Aos 17 passou trabalhar em navios mercantes, e, após dois anos, em 1808, ingressou na marinha norte-americana. Somente doze anos mais tarde Cooper escreveria seu primeiro romance.
De acordo com a tradição, Cooper começou a escrever não por uma paixão às letras que continha desde sua mocidade, mas, sim, ao acaso, ao
realizar a cotidiana leitura de um romance para sua esposa e, desgostoso do enredo que lera, pensar que poderia redigir um melhor ele próprio. Assim,
em 1820, publicou seu primeiro romance: Precaução, que foi um fracasso. “Precaução era tedioso, com enredo previsível e foi um completo fracasso financeiro” (McMICHAEL, 1985). No entanto, durante os nove anos seguintes, passou a escrever assiduamente a ponto de publicar onze romances nesse
ínterim, popularizando-se e tornando-se respeitável escritor tanto na América quanto na Europa, tornando-se "o primeiro a merecer a denominação de um distinto escritor de romance americano” (Gray 2004). Em 1826, Cooper parte para viver em países europeus, onde permanece sete anos. Ao regressar
à América, Cooper, infeliz com os rumos políticos de seu país, opõe-se às posições governamentais. Como consequência, passa a ser atacado publicamente
através de jornais, os quais circularam críticas depreciativas sobre suas obras. No dia 14 de setembro de 1851, James Fenimore Cooper faleceu em Cooperstown, New York. Sua esposa, com quem teve sete filhos, faleceu alguns poucos meses depois. E, uma de suas filhas, Susan Fenimore
Cooper, tornou-se também escritora.
Cooper é lembrado de maneira particular como um novelista que escreveu diversas histórias marítimas, romances históricos e romances de espionagem.
Entre suas obras mais famosas está o romance O último dos moicanos, que muitos consideram sua obra-prima.

## Bibliografia

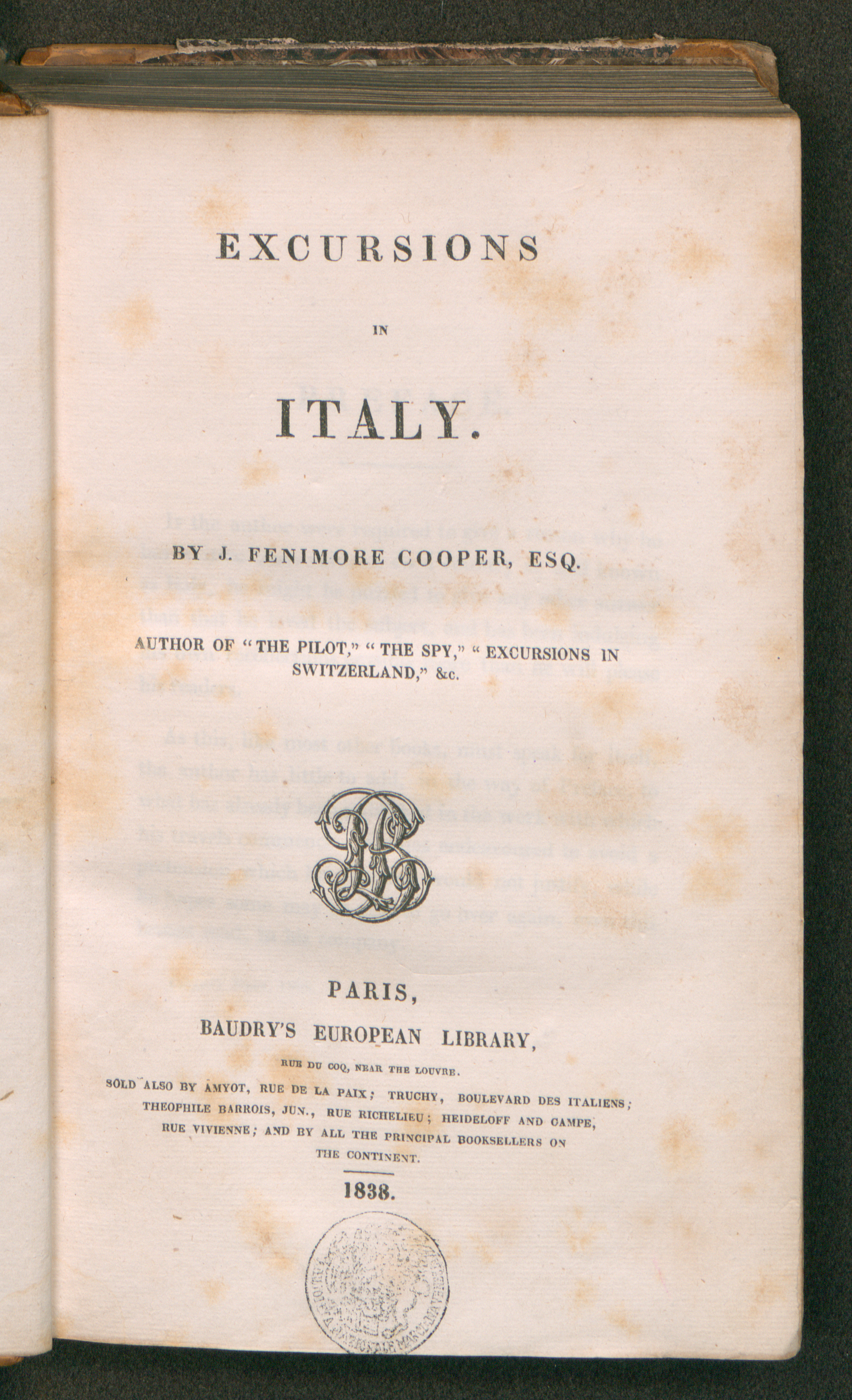
Excursion in Italy, 1838